# 제시카 (요가 강사)
제시카(Jessica, 본명: 최현정, 1983년 2월 8일 ~ )은 대한민국의 요가 강사이자 모델, 영화 배우이다.

## 주요 이력
단국대학교 연극영화학과 학사 출신으로 그동안 옥주현, 이미숙, 한가인, 이미연, 이경규 등 연예인 요가 스승으로 더욱 알려져 있다. 2002년에 한국 힐링 요가 협회 지도사범으로 첫 데뷔하였다. 2006년에는 자신의 '밸런스 요가' 비디오 출시에 맞춰 모바일 화보를 공개해 화제를 모았다. 원래는 연예인들의 요가 강사로 유명해졌지만 나중에 영화 배우, 모델로도 활동했다. 2015년 10월 17일에 전문직에서 근무하던 일반인 남자친구와 결혼했다.

## 학력
- JIKS - Jakarta International Korean School 중학교과정 졸업
- 청담고등학교
- 단국대학교 연극영화과 연극영화학 학사

## 경력
- 2004년  채널 온스타일 마하누알라 요가 메인모델
- 2003년  쎄씨, 에꼴, 신디 더 퍼키, 25앙스, 보그걸, 세븐데이즈 등 잡지 촬영
- 2002년  한국 힐링 요가 협회 지도사범
- 신세계 문화센터 강남점 요가 강사
- 더블유요가 대표
- 퓨어요가 대치점 교육지도팀 팀장
- 퓨어요가 청담점 수석요가강사
- 아디다스 코리아 우먼스 모델
- 잡지 얼루어, 골프 포 우먼, 럭셔리, 다이어트진 모델
- 과천휘트니스 요가강사
- 자마이카위트니스 요가강사
- 목동 빠제로휘트니스 요가강사
- OK휘트니스 요가강사

## 출연작

### 방송
- MBC 유재석 김원희의 놀러와
- KBS 이홍렬 박주미의 여유만만
- MBC 일요일 일요일 밤에
- iTV 야호 학교가자 MC
- 온스타일 더 바디쇼
- 온스타일 더 바디쇼 2

### 영화
- 2006년 요가학원
- 보보찟

### CF
- SK텔레콤 TTL 요가편

## 저서
- 《한동작 요가》 (랜덤하우스코리아, 2006년)
- 《제시카의 1분 get it BODY(겟 잇 바디)》 (비타북스, 2014년)

## 에피소드
톱스타들의 요가 트레이너로 잘 알려진 제시카가 드디어 100명의 제자를 돌파했다. 그동안 옥주현, 보아, 이미연, 최지우, 한가인 등 수많은 스타들에게 요가를 가르친 데 이어 2006년에는 스타급 연예인 중에서만 100번째로 탤런트 조은숙을 지도하는 진기록을 달성했던 것인데 제시카는 "앞으로 꼭 한번지도해보고 싶은 사람은 이준기씨"라며 "준기씨는 부드러운 외모와 달리 운동신경이 뛰어나다고 들어 요가를 배운다면 심신 수련에 큰 도움이될 것"이라고 밝히기도 했다.